# Біржанколь
Біржанко́ль (каз. Біржанкөл) — село у складі Баянаульського району Павлодарської області Казахстану. Входить до складу Кундикольського сільського округу.
Населення — 53 особи (2021; 66 у 2009, 202 у 1999, 218 у 1989).
Національний склад станом на 1989 рік:
- казахи — 100 %